# 捷克哈比屯

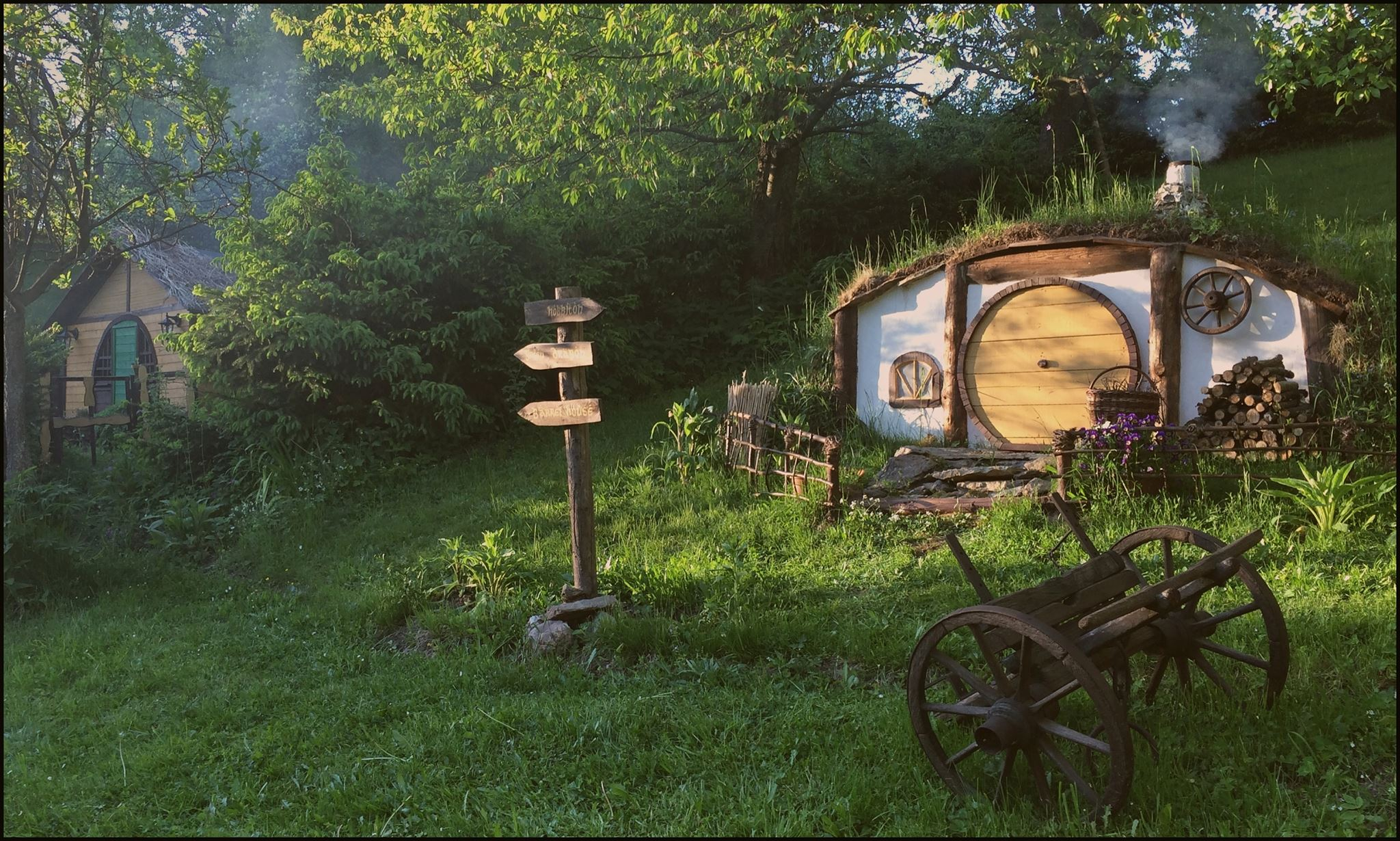
捷克哈比屯中的一個哈比人洞穴（右）和綠龍酒店（左）

捷克哈比屯（捷克語：Český Hobitín）是捷克赫拉德茨-克拉洛韋州科內日諾河畔里赫諾夫Dobré的旅遊景點，位在鷹山，仿製自J·R·R·托爾金所著小說《魔戒》及彼得·傑克森導演電影《魔戒》中哈比人的住所哈比屯，其中還包含綠龍酒店。目前每年約有數百人參觀該景點。
一位是魔戒粉絲的學生Svatoslav Hofman從2012年開始利用周末近乎獨自一人搭建了該處景點，共花了大約兩年時間打造。
2018年起，一些魔戒粉絲籌畫在捷克哈比屯拍攝愛好者電影《Stíny Kraje》。

## 外部連結
- 捷克哈比屯的Facebook專頁
- 捷克電視台報導 （页面存档备份，存于）